# Roberto Sosa (urugwajski piłkarz)
Roberto Eduardo Sosa (14 czerwca 1935) – urugwajski piłkarz, bramkarz. Wzrost 179 cm. Waga 74 kg.
Jako piłkarz klubu Club Nacional de Football był podstawowym bramkarzem reprezentacji Urugwaju na ekwadorskim turnieju Copa América 1959, podczas którego Urugwaj zdobył mistrzostwo Ameryki Południowej. Zagrał we wszystkich czterech meczach – z Ekwadorem, Brazylią, Argentyną i Paragwajem. Przepuścił w turnieju tylko jedną bramkę w ostatnim, niemającym już znaczenia meczu z Paragwajem. Był to jedyny turniej Copa América w jego piłkarskiej karierze.
Będąc wciąż graczem klubu Club Nacional de Football wziął udział w finałach mistrzostw świata w 1962 roku. Za chilijskich boiskach zagrał we wszystkich trzech meczach – z Kolumbią (stracił 1 bramkę), Jugosławią (stracił 3 bramki) i ZSRR (stracił 2 bramki).
Był także w kadrze reprezentacji Urugwaju w finałach mistrzostw świata w 1966 roku, gdzie jednak ani razu nie zagrał.
W reprezentacji Urugwaju od 7 grudnia 1959 do 1 lipca 1967 rozegrał 22 mecze.